# Brachyxanthia
Brachyxanthia é um gênero de traça pertencente à família Arctiidae.